# Скляна промисловість

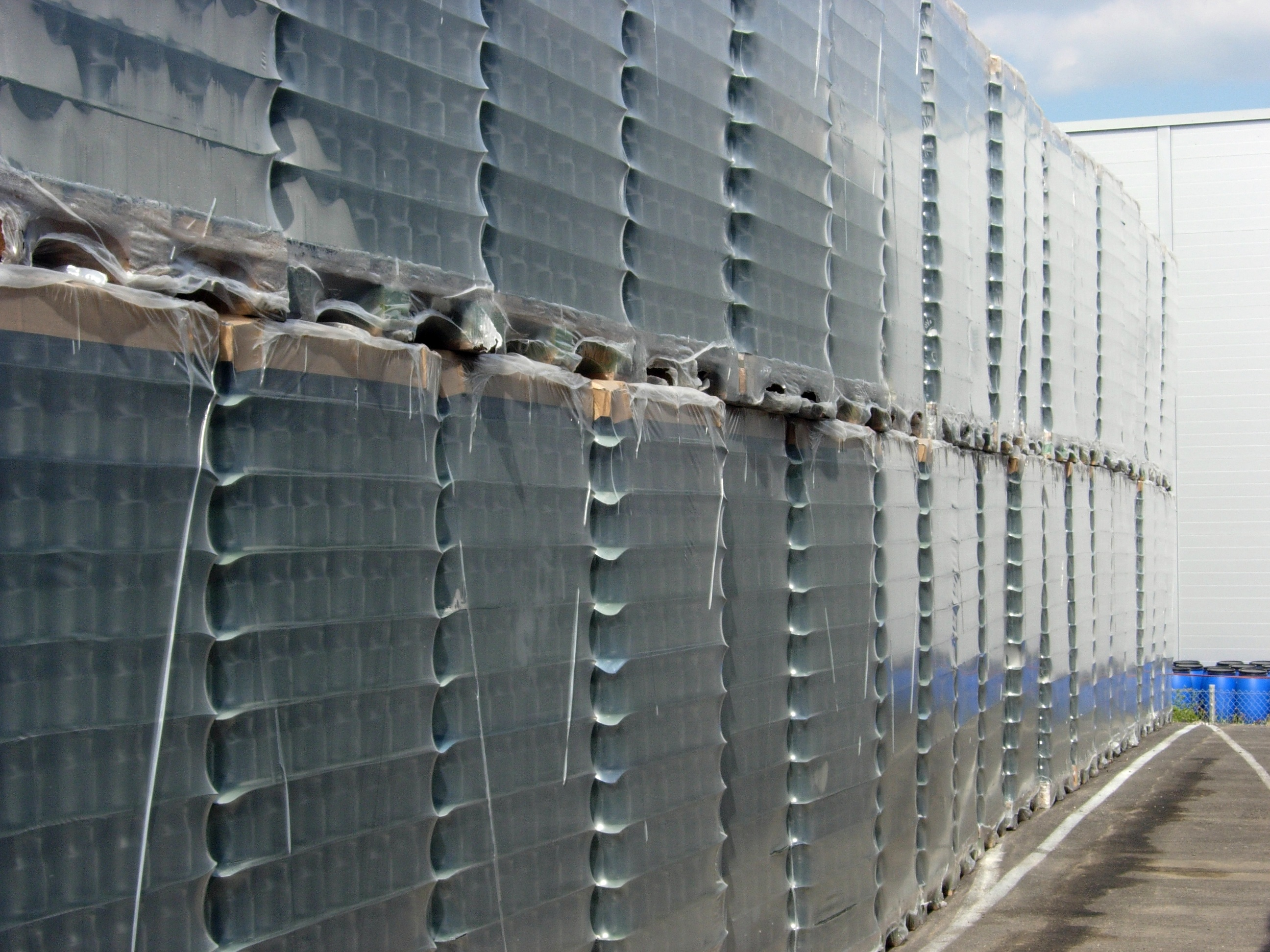
Скляні банки на транспортувальних піддонах.

Скляна́ промисло́вість (склоро́бство, виробництво скла, склярство, скловаріння, заст. гу́тництво) — галузь промисловості, що виробляє будівельно-технічне (віконне скло, скляні блоки й труби), тарне (пляшки, консервну й парфумерну скляну тару тощо), хімічно-лабораторне та приладобудівельне, господарсько-побутове (посуд, дзеркала тощо), електро-технічне і вакуумне, медичне, оптичне й інші види скла, скловолокно, мистецькі вироби зі скла і кришталю. 
До середини XIX ст. скло вироблялося на невеличких гутах; тепер скло відіграє щораз більше значення в будівництві та в інших ділянках промисловості, і тому збільшується його виробництво й асортимент виробів.
Склоробство є однією з найдавніших технологій в матеріальній культурі, але порівняно молода галузь промисловості. Основна сировина при отриманні найбільш вживаних видів скла — кремнезем. Варіння скла в даний час проводиться за кількома методам, але спільними для них є досить суворі технологічні параметри, основними з яких є умови високої чистоти виробництва і керований високотемпературний режим, який вимагає наявності відповідного обладнання та інструментарію. Продукти виробництва завжди мали і будуть знаходити застосування у всіх областях діяльності людини.

## Технологія
Процес отримання скла заснований на використанні різних видів вихідної сировини, що і зумовлює властивості його продуктів. Відповідно і потреба отримання заданих властивостей змушує пред'являти певні вимоги до компонентів. Як вже було зазначено, головним, найдоступнішим і дешевим, а тому і найбільш вживаним в практиці скловаріння, є кремензем; однак будь-яка модифікація вимагає використання додаткових реактивів, що і визначає кінцеву вартість виробу.

### Сировина
Сировиною для скляної промисловості є насамперед різнозернисті кварцові піски, які повинні містити в собі не менше 85—90 % кремнезему. Загальні запаси скляних пісків в Україні (всіх категорій) близько 110 млн т. Вони розміщені головним чином на Донбасі й у лісовій смузі; найбільші родовища: Авдіївське (Донецька область), Новоселівське (Харківська), Рокитянське (Рівненська), Глібівське (Чернігівська), Львівське. Щорічний видобуток скляних пісків в Україні понад 2 млн т; частину його експортують за межі України. Україна має також іншу високовартісну сировину для скляної промисловості: соду, крейду, гіпс, поташ та ін.

## Історія виробництва
Спочатку вважалося, що перша послідовна методика отримання скла була розроблена і практикувалася в Єгипті, проте ряд археологічних досліджень XX століття поставили під сумнів цей пріоритет.

### Антична доба
Вже за античної доби на українські землі імпортували скляні прикраси, а згодом і посуд з Греції і грецьких міст на північному Чорномор'ї та зі Сходу. Пізніше їх місце зайняли римські, потім візантійські вироби. Перший розквіт склоробства в Україні припадає на 11—13 сторіччя, коли виробництво скла, зокрема скляних прикрас (див. скло мистецьке) набрало масового характеру: скловиробні в Києві (будівля Десятинної церкви і в Печерському монастирі), в Чернігові, Любечі, Галичі та ін.
На Буковині між селами Комарів та Дністрівка Кельменецького району Чернівецької області археологами виявлено залишки гутні пізньоримських часів (III-IV ст. н. е.). За словами вчених, це єдина відома давньоримська склоробня на території України. Це — найбільш давня відома гутня на території нашої держави.

### Середньовіччя
По татаро-монгольській руїні виробництво скла занепало. У XIV—XVI ст. Скляна промисловість переміщується з міст на території, де був ліс і кварцовий пісок; замість колишніх ремісничих майстерень, з'являються невеликі підприємства мануфактурного типу — гути (скляні заводи). Найдавніші відомості про гути маємо на західно-українських землях з сер. 16 століття у староствах: Белзькому, Городецькому, Любачівському (гути в околицях Потелича). У XVII ст. з'являються гути в старостві Львівському, на Закарпатті (коло Мукачева), а гол. на Волині, Київщині й з другої половини XVII століття на Лівобережній Україні та на Слобожанщині (з кінця XVII століття). Під кінець XVII століття на Лівобережжі працювало близько 25 гут. Їх будували здебільшого промисловці-гутники і майстрі-орендарі (що творили цілі династії: Лосі, Білозерські, Богинські, Скабичевські, Чумаки тощо) на землях магнатів і шляхти, монастирів і (на Лівобережжі) козацької старшини. Маючи підтримку з боку цих землевласників (чимало з них мали свої власні гути), а також з боку гетьманської адміністрації (особливо за гетьманування Івана Мазепи), Скляна промисловість щораз більше поширювала мережу своїх підприємств. На гутах виробляли віконне скло, різноманітний посуд (зокрема аптечний), пляшки тощо, а також кришталеве та оптичне скло. Ці вироби вивозилися до Московщини, Білорусі, Польщі та Прибалтики. Склярство, у формі гут, найбільше поширюється у XVIII столітті, зокрема на Чернігівщині; загалом на Лівобережній Україні у XVIII століття, в різні часи, працювало близько 100 гут (майже всі на території Стародубського й Ніженського полків). У другій половині XVIII століття виникають тут і більші скляні заводи — мануфактури, які належали великим землевласникам (графи К. Розумовський, П. О. Рум'янцев-Задунайський, П. В. Завадовський та ін.). Найрізноманітніші вироби цих заводів (зокрема кришталеве скло й скляні мистецькі вироби) мали широкий збут на внутрішньому й закордонному ринках.

### Новітня доба

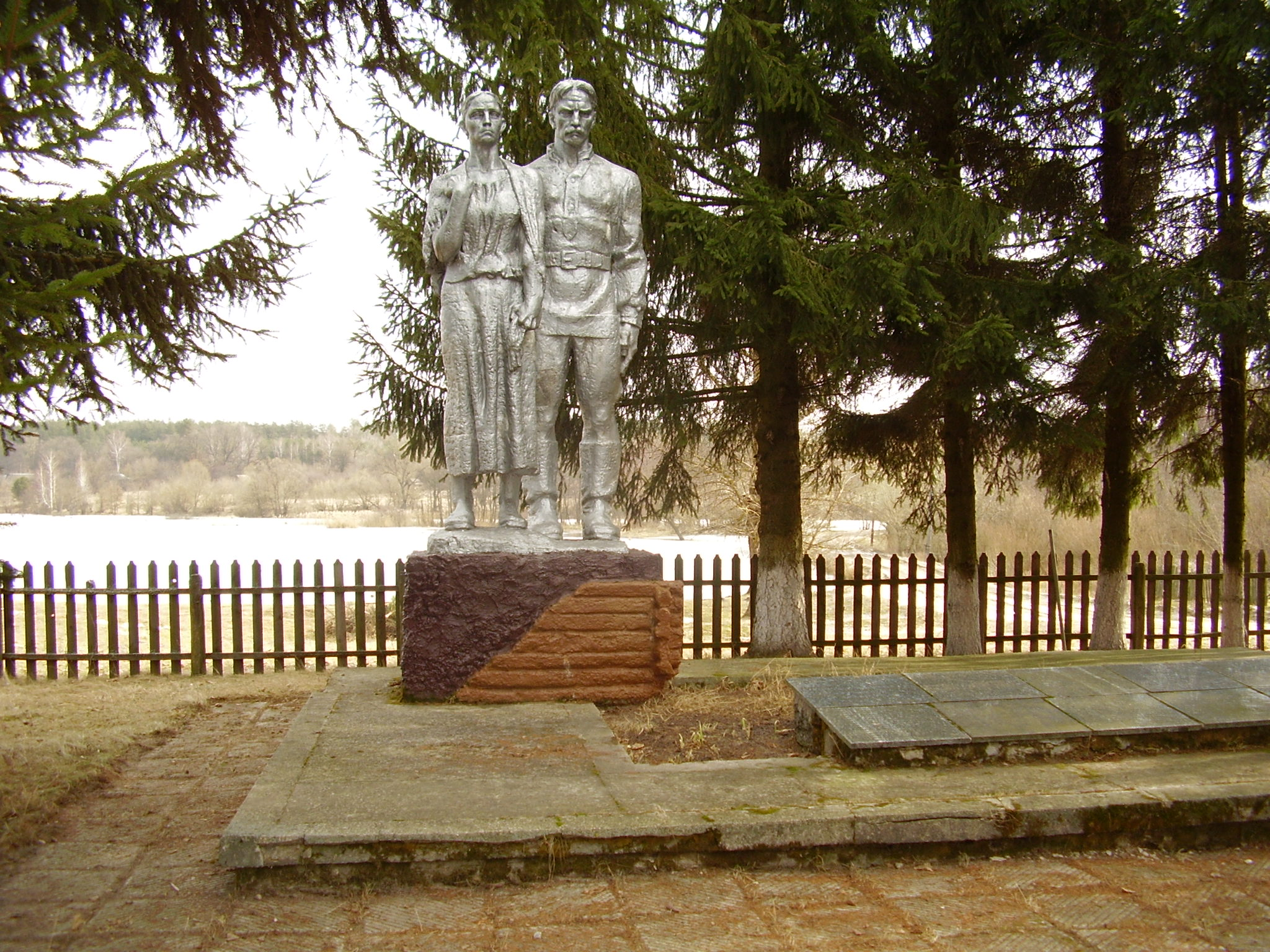
Гута в селі Гута-Катюжанська. Малюнок 1851 р.

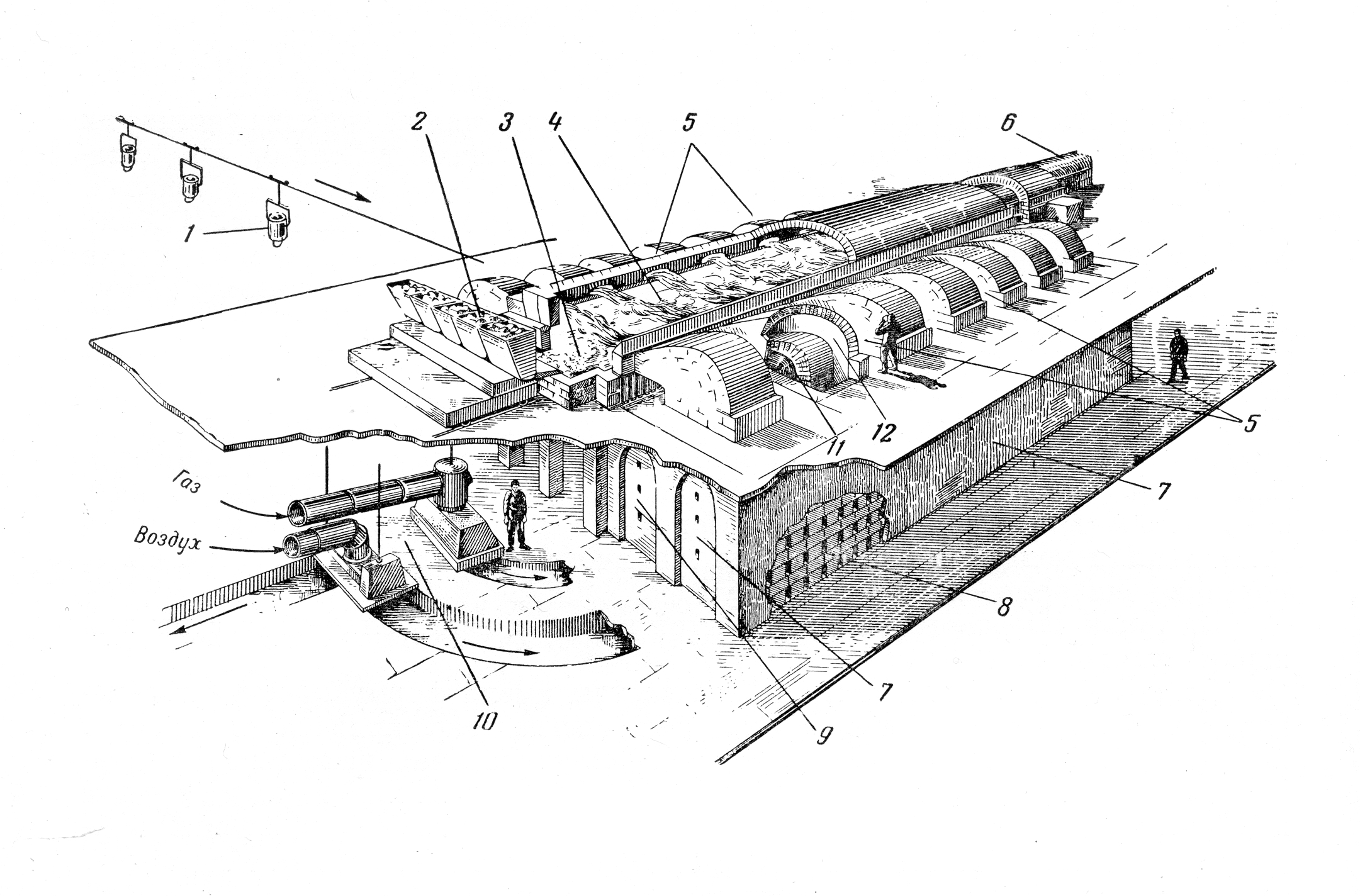
Ванна скловарна піч. Середина XX століття.

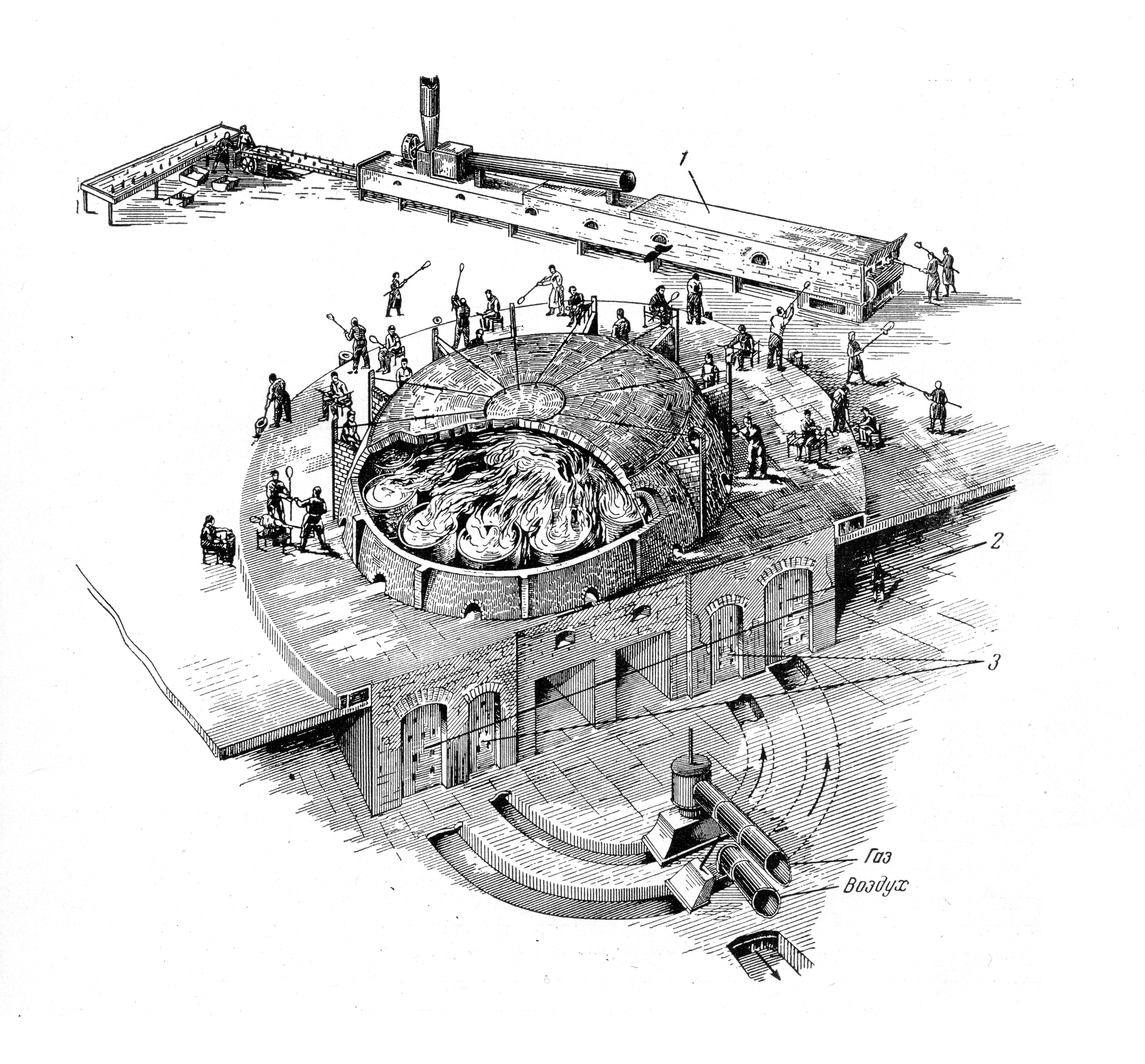
Горшкова скловарна піч. Середина XX століття.

На початку XIX століття в Україні було близько 40 гут, в яких працювало приблизно 1 000 робітників; їх було найбільше на Правобережжі, особливо на Волині, де було ще чимало деревного палива. Пересічно працювало на гуті 15 робітників. З середини 19 століття стара гутницька промисловість занепадає. Але вже у другій половини 19 століття відбувається процес концентрації С. п. на капіталістичних основах. Загальне число зав. зменшується, але пересічні розміри їх і продукція зростають: 1883 року 30 скляних заводів Правобережжя, на яких працювало 458 робітників, дали продукції на 180000 карб.; числа на 1900: 20, 2711 і 1 549 000. На всіх цих зав. виробляли звичайний і аптечний посуд, віконне й лампове скло. Більшість заводів (і то найбільших) була в купецьких (головним чином єврейських) руках. Напередодні першої світової війни на Правобережжі було 17 скляних заводів з продукцією на бл. 2 млн карбованців; найбільші з них: Рокитянський (Овруччина; 500 робітників, продукція — 700 000 карбованців), Романівський (Новоград-Волинський; 400 робітників, 200000 карбованців), Мірчанський (Київський повіт; 195 робітників, 126 000 карбованців). Під кінець 19 століття почали виникати великі скляні заводи на Донбасі, які працювали на мінеральному паливі (у Лисичанському й Константинівці). 1913 Донбас давав уже 2/3 продукції українського скла. Кількість заводів в Україні 1913 була близько 40 (зокрема на Донбасі — 10, на Волині — 15). Загальна продукція українського скла становила 6,7 млн т.
Після занепаду під час революції скляна промисловість почала відроджуватися у 1920-х pp. За офіційними даними 1928—1929, на території Правобережної України діяли 14 скляних заводів з 5 398 робітниками, вартість продукції — 9,1 млн карбованців. Згодом скляну промисловість двічі реконструйовано (у 1930-х і по Другій світовій війні), модернізовано і створено нові заводи та нові види продукції; виробництво сконцентровано насамперед на великих підприємствах (1940 було всіх 70, 1971 — 60); обсяг промисловості мав зрости за 1940 — 70 у 4 рази. Виробництво основних видів скляної промисловості в УРСР на 1970 було таке:
| Види продукції               | Одиниця вимірювання        | 1970    |
| Скло віконне                 | млн м²                     | 51,3    |
| Скло поліроване              | тис. м²                    | 1685    |
| Сталініт неполірований       | " «                        | 1247    |
| Скло армоване й візерунчасте | » «                        | 2 867   |
| Пляшки                       | млн штук                   | 657,4   |
| Тара консервна               | » " в перерахунку на 0,5 л | 1 130,8 |
| Посуд сортовий               | млн карб.                  | 40,3    |

| ×                                   | 1950   | 1965   | 1974   |
| ----------------------------------- | ------ | ------ | ------ |
| Віконне (в натуральному обчисленні) | 24 662 | 46 092 | 57 961 |
| Поліроване                          | 175    | 1 600  | 2 806  |
| Армоване                            | 238    | 2190   | 4 132  |
| Загартоване неполіроване            | 160    | 971    | 1 523  |

Частка УРСР в загально-союзній продукції скляної промисловості в 1970 році становила 22,0 % (у тому числі віконного скла — 22,0 %), 1974 — 25,8 % (полірованого скла — 22,4 %, армованого й візерунчастого — 40,1 %, консервної тари — 37,1 %). На початку 1971 в УРСР нараховувалося бл. 60 підприємств С. п., у тому числі 6 заводів для виробництва листового й технічного скла, 14 — сортового посуду, 8 — пляшок, 6 — тарного скла, 9 — дзеркал та ін. Скляна промисловість зосереджувалася передусім на Донбасі (тут вироблялося 95 % продукції віконного скла). Найбільші заводи: Костянтинівський склоробний (заснований 1897), Костянтинівський «Автоскло» (з 1897), Лисичанський (з 1935), Львівський, Запорізький склоробний, Херсонський скляної тари, Дзеркальна фабрика в Одесі, завод художнього скла в Києві та ін.
Над науково-технічними проблемами розвитку скляної промисловості працювали Київський філіал Державного науково-дослідницького інституту скла у Москві, науково-дослідницький інститут скла заводу «Автоскло» в Костянтинівці й ін.

## Найбільші склоробні підприємства України

ВАТ «Мар'янівський склозавод» — смт Мар'янівка, Баранівський район, Житомирська область

- Зорянський склотарний завод «КОНСЮМЕРС-СКЛО-ЗОРЯ»
- Бережанський склозавод
- Рокитнівський скляний завод
- Романівський склозавод
- Костопільський завод скловиробів
- Лисичанський склозавод
- Херсонський завод скляної тари
- Мар'янівський склозавод
- Биківський склозавод
- Житомирський завод «Біомедскло»
- Костянтинівський завод «Автоскло»
- Запорізький склоробний завод
- Львівський склозавод
- Попаснянський склозавод
- Бучанський завод склотари
- Гостомельський склозавод

## Сучасні проблеми скляної промисловості України
- 98% сировини для виробництва листового скла Україна експортує до Росії та Білорусі, лишаючись сировинним придатком цих країн - монополістів на східно-європейському ринку [7]